# 襄阳路
襄阳路，元朝时设置的路。
至元间改襄阳府置，治所在襄阳县（今湖北省襄阳市汉水南襄州区）。属河南江北等处行中书省。辖境相当今湖北省随州市以西，钟祥、远安、兴山等市县以北地区。明朝初年，复改置为府。 